# Enodia (borboleta)
Enodia (origem grega) é um gênero de borboletas da subfamília Satyrinae da família Nymphalidae.

## Espécies
Em ordem alfabética:
- Enodia anthedon (Clark, 1936) — olho perolado do norte
- Enodia creola (Skinner, 1897) — olho perolado crioulo, agora aceito como Lethe creola.[2]
- Enodia portlandia (Fabricius, 1781) — olho perolado do sul ou olho perolado